# داگ هامرشولد
داگ هامِرْشولْدْ (به سوئدی: Dag Hammarskjöld) (زادهٔ ۲۹ ژوئیهٔ ۱۹۰۵ در یونشوپینگ، سوئد – درگذشتهٔ ۱۸ سپتامبر ۱۹۶۱) پدیدآور، اقتصاددان و دومین دبیرکل سازمان ملل متحد بود. او همچنین دریافت‌کنندهٔ جایزهٔ صلح نوبل می‌باشد و به چهار زبان انگلیسی، سوئدی، آلمانی و فرانسوی سخن می‌گفت. وی از آوریل ۱۹۵۳ تا هنگام مرگش، که در ۵۶سالگی و بر اثر سانحهٔ هوایی (سپتامبر ۱۹۶۱) روی داد، دبیرکل سازمان ملل بود. او جوان‌ترین فردی بود که در این سمت قرار گرفت؛ و همچنین تنها فردی که در این سمت ترور شد.
وی به دلیل انتقاد از آمریکا به خاطر وتوی قطعنامه‌های ضد اسرائیلی و با حق تعیین سرنوشت ملت فلسطین در کشورهای منطقه غرب آسیا توجه زیادی جلب کرد.

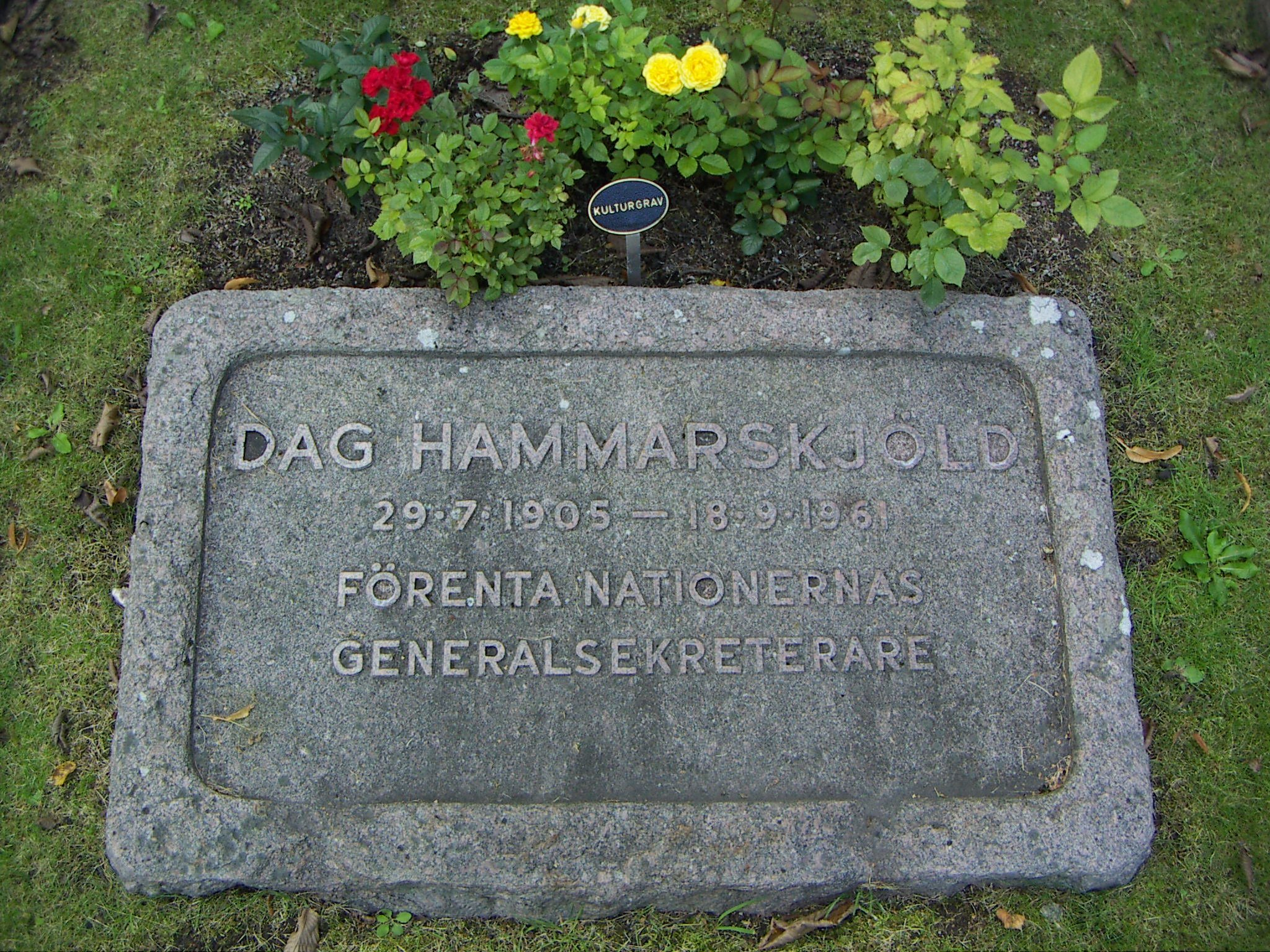
آرامگاه داگ همرشولد

روز هجدهم سپتامبر سال ۱۹۶۱ میلادی داگ هامرشولد، سیاستمدار سوئدی و دومین دبیرکل سازمان ملل متحد، در جریان یک مأموریت سیاسی برای پایان دادن به جنگ‌های کنگو، بر اثر سقوط هواپیما کشته شد.
طبق تحقیقات سازمان ملل در سال ۲۰۱۷ مشخص شد که دلایل قاطعی وجود دارد که هواپیما هدف حمله قرار گرفته بود و نیروهای ایشان در سال ۱۹۶۰ توسط هواپیماهای جنگی پیش از این مورد ترور قرار گرفته شدند.

## پیشینه
داگْ هامرشولد در ۲۹ ژوئیه سال ۱۹۰۵ م در سوئد به دنیا آمد. وی پس از پایان تحصیلات خود به تدریس اقتصاد در دانشگاه استکهلم سوئد پرداخت و در سال ۱۹۵۱ م معاون وزارت امورخارجه سوئد شد.
هامرشولد در آوریل ۱۹۵۳ م نامزد دبیرکلی سازمان ملل متحد شد و به عنوان دومین دبیرکل این سازمان، رای اکثریت را به دست آورد. وی مجدداً در ۱۹۵۷ م به این سمت برگزیده شد. هامر شولد یکی از معدود دبیران کل سازمان ملل بود که به حقوق کشورهای جهان سوم توجه خاصی نشان می‌داد. هامر شولد در ایفای وظایفش خالی از هرگونه محافظه کاری بود. او در ماجرای بحران کانال سوئز در سال ۱۹۵۶ از مصر دفاع کرد و برای حل و فصل حوادث کشور آفریقایی کنگو همت گماشت. هامرشولد به درخواست پاتریس لومومبا، نخست‌وزیر کنگو، هزاران نیروی حافظ صلح سازمان ملل را برای پایان دادن به فعالیت‌های گروه‌های شورشی کنگو، روانه این کشور ساخت و سپس برای میانجی‌گری بیشتر در منازعات کنگو در تابستان سال ۱۹۶۰ م عازم این کشور شد. اما در روز ۱۸ سپتامبر آن سال، هواپیمای هامرشولد در آسمان کنگو هدف آتشبار ضدهوایی گروه‌های شورشی این کشور به رهبری موسی چومبه قرار گرفت و سرنگون شد که به کشته شدن هامرشولد و کلیه همراهان انجامید.
او پیش از مرگ به سبب فعالیت‌های صلح دوستانه اش در ماجرای کنگو، موفق به دریافت جایزه صلح نوبل شده بود. پس از هامر شولد، اوتانْتْ به دبیرکلی سازمان ملل منصوب شد.

## سانحهٔ هوایی
داگ در سال ۱۹۶۱ برای حل بحران‌های جنگ داخلی در کنگو برای دیدار با موسی چمبه که بخشی از کنگو (ایالت کاتانگا) را در اختیار خود گرفته بود و خواستار جدایی آن از کنگو بود، راهی آفریقا شد که ناگهان هواپیمایش در کشور زیمبابوهٔ کنونی سقوط کرد. موسی چمبه دشمن قسم‌خوردهٔ پاتریس لومومبا بود و از آن‌جا که سازمان ملل اقدامات تروریستی موسی چمبه را مورد قبول جامعهٔ جهانی نمی‌دانست، طبق شواهدِ در دست، گمان می‌رود که این سانحهٔ هوایی یک ترور از جانب چمبه بوده است.
در سال ۲۰۱۶ فارن پالیسی اعلام کرد، شواهد تازه، از احتمال ترور توسط سرویس‌های آفریقای جنوبی مورد حمایت سیا خبر می‌دهد.
این وبسایت اعلام کرد که تروریست‌ها احتمالاً مورد پشتیبانی سیا، سرویس اطلاعاتی بریتانیا و یک شرکت بلژیکی بوده‌اند.